# St. Ottilien (przystanek kolejowy)
St. Ottilien (niem. Bahnhof St. Ottilien) – przystanek kolejowy w Eresing, w kraju związkowym Bawaria, w Niemczech. Znajduje się na Ammerseebahn i położony jest w pobliżu Opactwa Sankt Ottilien. Według DB Station&Service ma kategorię 6. Dziennie obsługuje około 50 pociągów regionalnych Bayerische Regiobahn (BRB).
Przystanek St. Ottilien otwarty został na Ammerseebahn w dniu 30 czerwca 1898. Jest to jedyna stacja w Niemczech, która obsługuje tylko połączenie z klasztorem od czasu jego otwarcia do dziś. W 1976 stacja została zdegradowana do przystanku kolejowego. Zbudowany w 1939 roku budynek dworca jest obiektem zabytkowym.

## Położenie
Przystanek St. Ottilien znajduje się około dwóch kilometrów na północny wschód od centrum miasta Eresing, na wschód od klasztoru Sankt Ottilien. Budynek recepcji jest na zachód od toru i ma adres Am Bahnhof 1. Na północ od przystanku znajduje się droga do Turkenfeld i Pflaumdorf z wiaduktem nad linią kolejową. Stary wiadukt został rozebrany w lipcu 1992 roku i zastąpiony nową konstrukcją stalową. Na południowym końcu peronu było do 1992 roku skrzyżowanie z drogą do Pflaumdorf. Po jego likwidacji istnieje w tym miejscu przejście dla pieszych.

## Linie kolejowe
- Ammerseebahn

## Połączenia
| Rodzaj pociągu | Trasa                                                                                         | Takt                         |
| -------------- | --------------------------------------------------------------------------------------------- | ---------------------------- |
| BRB            | Augsburg-Oberhausen – Augsburg Hbf – Mering – Geltendorf – St. Ottilien – Weilheim – Schongau | Godzinny                     |
| BRB            | Geltendorf – St. Ottilien – Weilheim – Peißenberg                                             | Godzinny w godzinach szczytu |